# James V. Schall
Pour les articles homonymes, voir Schall.
James Vincent Schall, né le 20 janvier 1928 à Pocahontas dans l’Iowa et mort le 17 avril 2019 à Los Gatos en Californie, est un jésuite américain, prêtre catholique, écrivain, philosophe et enseignant de philosophie politique à l’université de Georgetown.

## Biographie
Né à Pocahontas dans l’Iowa, James Vincent Schall suit ses études dans la région à l’école publique et obtient son diplôme à Knoxville en 1945. Il part ensuite en Californie, à l’université de Santa Clara, et obtient en 1955 une maîtrise de philosophie à l’université Gonzaga dans l’État de Washington.
Après une année dans l’armée américaine (1946–1947), il rejoint en 1948 la Compagnie de Jésus (province de Californie) et est ordonné prêtre par l’Église catholique en 1963. Il obtient un doctorat de philosophie politique à l’université de Georgetown en 1960, et une maîtrise de théologie (en) à l’université Santa Clara quatre ans après. Il a été membre de l’Institut des sciences sociales de la Grégorienne à Rome de 1964 à 1977, et membre du département d’État de l’université de San Francisco de 1968 à 1977, année où il revient à l’université de Georgetown en tant que membre du département d’État.
James Vincent Schall a reçu deux fois le prix Edward-Bunn (Edward B. Bunn, SJ, Award for Faculty Excellence) du collège des Arts et Sciences de l’université de Georgetown.
Il a écrit plus de trente livres, et publié de nombreux articles, particulièrement dans le journal catholique Crisis où il avait une rubrique mensuelle intitulée « Sense and Nonsense », dans le magazine Gilbert!, et dans la revue Saint Austin Review. James Vincent Schall est expert de la pensée de G. K. Chesterton, dont il a édité les œuvres complètes en deux volumes.

## Publications

### Livres
- Another Sort of Learning, San Francisco: Ignatius Press, 1988  (ISBN 0-89870-183-X).
- At the Limits of Political Philosophy: From "Brilliant Errors" to Things of Uncommon Importance, Washington: The Catholic University of America Press, 1996  (ISBN 0-8132-0832-7) ; paperbound  (ISBN 0-8132-0922-6).
- Christianity and Life, San Francisco: Ignatius Press, 1981  (ISBN 0-8987-0004-3).
- Christianity and Politics, Boston: St. Paul Editions, 1981  (ISBN 0-8198-1407-5).
- Church, State, and Society in the Thought of John Paul II, Chicago: Franciscan Herald, 1982  (ISBN 0-8199-0838-X).
- The Classical Moment: Selected Essays on Knowledge and Its Pleasures, South Bend, IN: St. Augustine’s Press, 15 décembre 2010  (ISBN 1-5873-1124-0).
- Does Catholicism Still Exist?, Staten Island, NY: Alba House, 1994  (ISBN 0-8189-0694-4).
- Human Dignity and Human Numbers, Staten Island, NY: Alba House, 1971  (ISBN 0-8189-0217-5).
- Idylls and Rambles: Lighter Christian Essays, San Francisco: Ignatius Press, 1994  (ISBN 0-89870-456-1).
- Jacques Maritain: The Philosopher in Society, Lanham, MD: Rowman & Littlefield, 1997  (ISBN 0-8476-8683-3).
- Liberation Theology, San Francisco: Ignatius Press, 1982  (ISBN 0-89870-006-X).
- The Life of the Mind: On the Joys and Travails of Thinking, Wilmington, DE: Intercollegiate Studies Institute,  2008  (ISBN 1-9338-5961-X).
- The Mind That Is Catholic: Philosophical & Political Essays, Washington: The Catholic University of America Press, 2008  (ISBN 0-8132-1541-2).
- The Modern Age, South Bend, IN: St. Augustine’s Press, 10 décembre 2010  (ISBN 1-5873-1510-6).
- On the Unseriousness of Human Affairs, Wilmington, DE: ISIBooks, 2001  (ISBN 1-882926-63-3).
- The Order of Things, San Francisco: Ignatius Press, 2007  (ISBN 1-5861-7197-6).
- Play On: From Games to Celebrations, Philadelphia: Fortress Press, 1971  (ISBN 0-8006-0173-4).
- The Politics of Heaven and Hell: Christian Themes from Classical, Medieval, and Modern Political Philosophy, Lanham, MD: University Press of America, 1984  (ISBN 0-8191-3992-0).
- The Praise of "Sons of Bitches": On the Worship of God by Fallen Men, Slough, England: St Paul Publications, 1978  (ISBN 0-8543-9145-2).
- Reason, Revelation, and the Foundations of Political Philosophy, Baton Rouge: Louisiana State University Press, 1987  (ISBN 0-8071-1303-4).
- Reason, Revelation, and Human Affairs: Selected Writings of James V. Schall, Marc D. Guerra, editor, Lanham, MD:  Lexington Books, 2001  (ISBN 0-7391-0198-6).
- Redeeming the Time, New York: Sheed & Ward, 1968, LC 68-13845 (ASIN B0006BUD2I).
- The Regensburg Lecture, South Bend, IN: St. Augustine’s Press, 2007  (ISBN 1-5873-1695-1).
- Religion, Wealth, and Poverty, Vancouver, B. C.: Fraser Institute, 1990  (ISBN 0-88975-112-9).
- Roman Catholic Political Philosophy, Lanham, MD:  Lexington Books, 2006  (ISBN 0-7391-1703-3).
- Schall on Chesterton: Timely Essays on Timeless Paradoxes, Washington: The Catholic University of America Press, 2000  (ISBN 0-8132-0963-3).
- The Sixth Paul, Canfield, OH: Alba Books, 1977  (ISBN 0-8189-1147-6).
- Sum Total Of Human Happiness, South Bend, IN: St. Augustine’s Press, 2006  (ISBN 1-5873-1810-5).
- Unexpected Meditations Late in the XXth Century, Quincy, IL: Franciscan Press, 1985  (ISBN 0-8199-0885-1).
- Welcome, number 4,000,000,000!, Canfield, OH: Alba Books, 1977  (ISBN 0-8189-1145-X).
- What Is God Like?: Philosophers and 'Hereticks' on the Triune God: The Sundry Paths of Orthodoxy from Plato, Augustine, Samuel Johnson, Nietzsche, Camus, and Flannery O'Connor, even unto Charlie Brown and the Wodehouse Clergy, Collegeville, MN: The Liturgical Press/Michael Glazer, 1992  (ISBN 0-8146-5020-1) ; Manila, P.I., St. Paul's, 1995  (ISBN 971-504-338-0).

### Pamphlets
- A Journey through Lent, London: The Catholic Truth Society, 1976, 24 p.
- The Catechism of the Catholic Church, Leesburg, VA.: Catholic Home Studies Institute, 1993, 22 p.
- Ethics and Economics, Grand Rapids, MI: Acton Institute, 1998, 40 p. (ASIN B000GT3QW4).
- A Student's Guide to Liberal Learning, Wilmington, DE: Intercollegiate Studies Institute, 2000, 66 p.  (ISBN 1-882926-53-6).

### Introductions
- The Whole Truth about Man: John Paul II to University Students and Faculties, Boston: St. Paul Editions, 1981  (ISBN 0-8198-8201-1).
- Sacred in All Its Forms: John Paul II on Human Life, Boston: St. Paul Editions, 1984  (ISBN 0-8198-6845-0).
- Essays on Christianity and Political Philosophy. avec George Carey, Lanham, MD: University Press of America, 1984  (ISBN 0-8191-4275-1).
- Out of Justice, Peace, San Francisco: Ignatius Press, 1984  (ISBN 0-8987-0043-4).
- G. K. Chesterton, Collected Works, Vol. IV, What's Wrong with the World, etc., San Francisco: Ignatius Press, 1986  (ISBN 0-8987-0147-3).
- Studies on Religion and Politics avec Jerome J. Hanus, Lanham, MD: University Press of America, 1986  (ISBN 0-8191-5391-5).
- On the Intelligibility of Political Philosophy: Essays of Charles N. R. McCoy. avec John Schrems, Washington: The Catholic University of America Press, 1989  (ISBN 0-8132-0679-0).
- G. K. Chesterton, Collected Works, Vol. XX, Christendom in Dublin, Irish Impressions, the New Jerusalem, etc., San Francisco: Ignatius Press, 2002  (ISBN 0-8987-0854-0).

## Sources et références
1. ↑  Fr. James V. Schall, S.J., noted political philosopher, dead at 91
2. ↑  « C.V. de James V. Schall », université de Georgetown (consulté le 20 janvier 2011).
3. ↑  Prix Edward-Bunn sur le site de l’université de Georgetown. Consulté le 20 janvier 2011.
4. ↑  Bibliographie sur le site de l’université de Georgetown]. Consulté le 20 janvier 2011.